# Laetitia Devaux
Laetitia Devaux (1970) es una traductora francesa de libros de lengua inglesa.

## Biografía
Laetitia Devaux nació en 1970. Después de unas clases preparatorias a las grandes escuelas, empezó estudios de literatura inglesa en Dublín y tradujo Junk de Melvin Burgess en los años 1990. De la literatura anglosajona traduce sobre todo las novelas policíacas, novelas para jóvenes y novelas contemporáneas.
Vive en París donde trabaja para varias colecciones de literatura extranjera, sobre todo las Éditions de l'Olivier, Joëlle Losfeld aunque también Rivages y Gallimard entre otros. Tradujo obras de literatura juvenil, sobre todo para la colección Scripto de las ediciones Gallimard. 
Permite descubrir su trabajo al público en encuentros con adolescentes y adultos. Es considerada como una experta en traducción.

## Polémica en Wikipedia
En 2007, fue creada una página en francés sobre ella en la enciclopedia Wikipedia. Decidió actualizar la lista de sus traducciones en esta página. En agosto del 2021, la página fue propuesta a supresión con el motivo de no respetar los criterios de relevancia y no cumplir con las tres condiciones siguientes: 
– la autora es el asunto de una nota en una obra de referencia reconocida (enciclopedia, diccionario, etc.) ;
– hay trabajos universitarios publicados a propósito en esta autora ;

– al menos dos libros han sido publicados a cuenta de editor por esta autora, y han recibido criticas relevantes — lo que excluye los meros anuncios o menciones de publicación sin análisis profundizado en la prensa especializada o no — en medios de comunicación de alcance nacional. Para la aplicación de este criterio, se entiende como libros las obras de carácter literario, excluyendo eventuales obras impresas a carácter científico, técnico, pedagógico, etc.
Laetitia Devaux consideró que estas reglas no tomaban en cuenta los casos particulares de las personas traductoras, y llevó una campaña de movilización, para modificar los resultados del voto en curso sobre la página del debate sobre el borrado en Wikipedia. Recibió el apoyo de las editoras Joëlle Losfeld y Nathalie Zberro, según quienes Laetitia Devaux debe ser considerada como editora y autora, y que lamentaron el "lamentable giro" del debate. La revista literaria ActuaLitté publicó el punto de vista de las profesionales según el cual los criterios de notoriedad de Wikipedia serían "inadecuados para la profesión de traductor".